# Mariánské Radčice
Mariánské Radčice (německy Maria Ratschitz) jsou obec v okrese Most, která se nachází pět kilometrů jihovýchodně od Litvínova na březích Radčického potoka. Její součástí je i území bývalých Libkovic, což je zatím poslední obec, která byla v tomto regionu zlikvidovaná v souvislosti s těžbou hnědého uhlí. Žije zde 460 obyvatel.

## Název
Název obce je odvozen z osobního jména Radek ve významu osada lidí Radkových. V historických pramenech se jméno vesnice vyskytuje ve tvarech: Retschicz (1341), Reczicz (1352), Rzeczicz (1405), von Retszicz (1412), Maria-Ratschitz nebo Ržecžicze a Racžicze (1787), Ratschitz (1833), Radčice nebo Ratčic (1854), Radčice nebo Maria-Ratschitz (1886) a Mariánské Radčice nebo Maria-Ratschitz (1904).

## Historie
Podle archeologických výzkumů bylo území obce osídleno primitivní zemědělskou kulturou již v mladší době kamenné. Nejstarším písemným dokladem o existenci vsi je královská listina z roku 1341, ve které se píše o vesnici Reitschitz. Své současné jméno vesnice získala v roce 1859 nařízením rakousko-uherského ministerstva vnitra, které původní název rozšířilo na Mariánské Radčice – Maria Ratschitz.
Dějiny vsi Mariánské Radčice byly v minulosti úzce propojené s cisterciáckým klášterem v nedalekém Oseku, jelikož byly jeho majetkem. Teprve po správní reformě v roce 1850 se Mariánské Radčice staly samostatnou obcí, ke které byly připojeny osady Lom a Libkovice. Obě vsi se v roce 1876 odpojily a vytvořily vlastní samostatné obce.
Ves se ve 13. století stala poutním místem, jehož význam rostl až do komunistického převratu v roce 1948. Na slavnou historii navázali členové cisterciáckého řádu po roce 1989, kdy se do této oblasti vrátili.
Obci Mariánské Radčice hrozil v sedmdesátých a osmdesátých letech 20. století zánik kvůli hlubinné těžbě uhlí na dolu Kohinoor II. Sousední Libkovice byly poslední obcí, která byla v první polovině devadesátých let z těchto důvodů likvidována. Jistotu existence Mariánské Radčici daly územní limity těžby schválené vládou v roce 1991, které stanovily hranice dobývacího prostoru a určily zásoby uhlí, které měly být odepsány.
Zájmové skupiny těžařů a energetiků se posléze opakovaně snažily prosadit prolomení schválených limitů. Podporu našli na konci února 2007 u ministra průmyslu a obchodu Martina Římana, který navrhl prolomení limitů v oblasti Mariánských Radčic a Lomu, kde těží firma Severočeské doly. Po ostré reakci ekologických organizací (např. STUŽ), Strany zelených a litvínovské ODS ministr svůj návrh odvolal, ale posléze ho znovu opakoval.[zdroj?]

## Obyvatelstvo
V polovině 19. století měla obec 75 domů a 455 obyvatel (pouze čtyři byli Češi). V roce 1930 žilo v Mariánské Radčici 1035 obyvatel. První vlna vysídlenců odtud odešla v souvislosti s Mnichovskou dohodou z roku 1938, německé obyvatelstvo bylo vyhnáno o sedm let později. Od té doby počet stále žijících osob trvale klesal – v roce 1950 tu bylo 763 obyvatel, v roce 1989 už pouhých 345 lidí. Díky snaze místního zastupitelstva, které financuje výstavbu nových domů, v současné době počet obyvatel po mnoha desetiletích opět roste.
Při sčítání lidu v roce 1921 zde žilo 1 007 obyvatel (z toho 482 mužů), z nichž bylo 149 Čechoslováků, 851 Němců, jeden příslušník jiné národnosti a šest cizinců. Kromě šestnácti evangelíků a 81 lidí bez vyznání se hlásili k římskokatolické církvi. Podle sčítání lidu z roku 1930 měla vesnice 1 035 obyvatel: 169 Čechoslováků, 844 Němců a 22 cizinců. Převažovala římskokatolická většina, ale žilo zde také 27 evangelíků, šest členů církve československé a 86 lidí bez vyznání.
|           | 1869 | 1880 | 1890 | 1900 | 1910 | 1921  | 1930  | 1950 | 1961 | 1970 | 1980 | 1991 | 2001 | 2011 |
| --------- | ---- | ---- | ---- | ---- | ---- | ----- | ----- | ---- | ---- | ---- | ---- | ---- | ---- | ---- |
| Obyvatelé | 399  | 454  | 456  | 749  | 915  | 1 007 | 1 035 | 763  | 732  | 578  | 419  | 324  | 377  | 441  |
| Domy      | 67   | 75   | 75   | 95   | 104  | 110   | 127   | 126  | 113  | 109  | 96   | 92   | 102  | 125  |

## Obecní symboly
Mariánské Radčice získaly právo užívat obecní znak a vlajku na základě rozhodnutí předsedy Poslanecké sněmovny č. 13 ze dne 13. listopadu 2002.

### Znak
Ve stříbrném štítě nad modrým trojvrším se zkříženými stříbrnými hornickými kladívky červené srdce hořící dokola pěti zlatými plamínky.

### Vlajka
List tvoří tři svislé pruhy, červený, bílý a modrý. V bílém pruhu červené srdce hořící dokola pěti žlutými plamínky nad modrými zkříženými hornickými kladívky. Poměr šířky k délce listu je 2:3.

## Seznam ulic
- Československé armády
- Dukelských hrdinů
- Husova
- Kohinoor II
- Komenského
- Luční
- Mostecká
- Příčná
- V Zahradách
- V Zátiší
- Nádražní

## Pamětihodnosti
Kostel Panny Marie Bolestné byl vystavěn v barokním slohu v letech 1698–1718 (podle jiných zdrojů 1692–1703), podle projektu architekta Jana B. Matheye a Octavia Broggia, pravděpodobně na místě starší svatyně, k níž se mariánský kult vztahoval již od roku 1280. O výstavbu barokního kostela a věhlas poutního místa se v první čtvrtině 18. století osecký postaral cisterciák Augustin Sartorius. Kostel byl v interiéru obnoven v roce 1844 (krucifix) a roku 1880, kdy získal novou výzdobu a oltář. Hlavní oltář pochází z roku 1910. Poutní socha Panny Marie bolestné je dřevěná s kovovým příkrovem. Josef Opitz ji považoval za pozdně gotickou, jiní historikové ji datují až do 17. století. Areál kostela Panny Marie Bolestné s ambitem a šesti nárožními kaplemi (s barokními oltářními obrazy od F. A. Kuhna z let 1713–1716) byl po několik staletí významným poutním místem litoměřické diecéze. Poutě byly obnoveny roku 1994.
Ke kostelu vedla poutní cesta z Libkovic lemovaná kapličkami a stromořadím. Čtyři dochované kaple byly po likvidaci Libkovic přemístěny do Vtelna. Větší poutní trasa propojovala Mariánské Radčice s Osekem, Zahražanami (Mostem), Chomutovem, Květnovem a Bohosudovem.
K dalším památkám patří barokní sousoší Nejsvětější Trojice a most s barokními sochami.
Mariánské Radčice se staly v období těžby uhlí záchranným místem pro drobnější památkové stavby a předměty z okolních obcí i ze vzdálenějších míst. Byl sem přestěhován mj. sloup svatého Vavřince, socha svatého Jana Nepomuckého, socha svatého Felixe a boží muka (vše z Holešic); socha Madony v ambitech (z Kamenné Vody); sokl s reliéfem Madony (z Velkého Března); sloup Nejsvětější Trojice, boží muka, soubor dvou smírčích křížů, oltář svatého Jana Nepomuckého (z Dřínova), dva náhrobky rodu Hochhauserů (z Albrechtic).
Od roku 2002 jsou památkově chráněné některé provozní budovy Dolu Kohinoor II.

## Fotogalerie

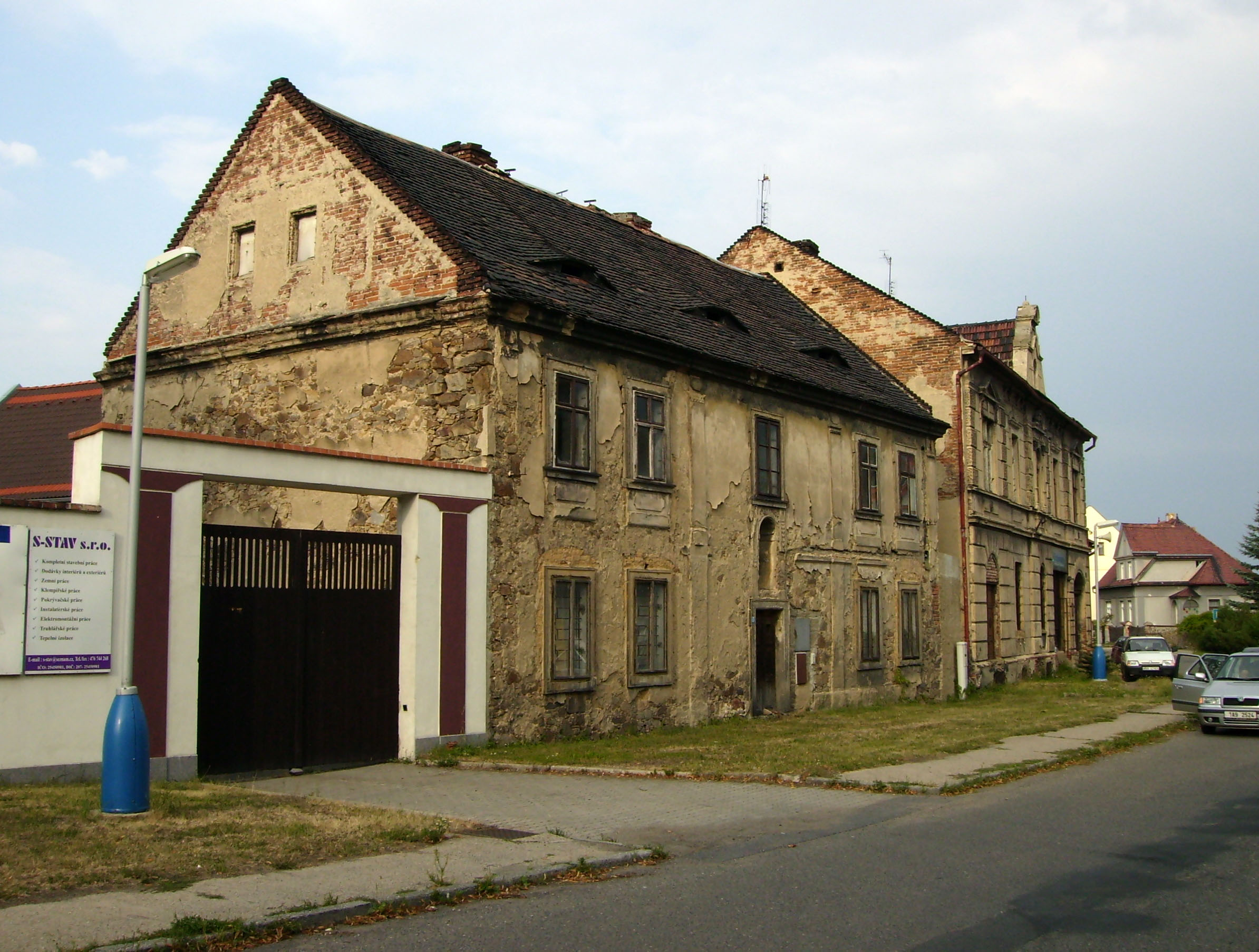
Jedna z tváří severních Čech
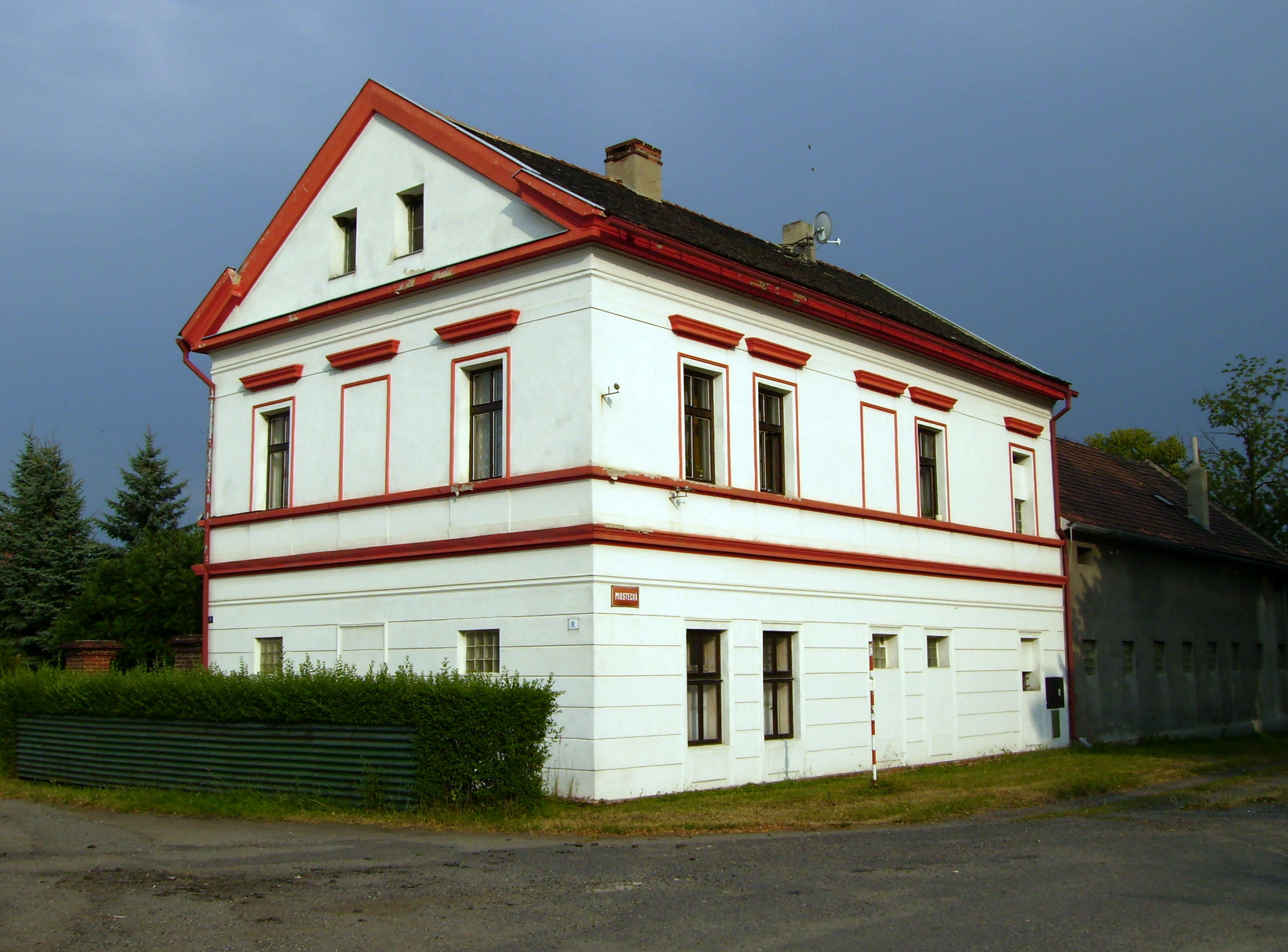
A druhá tvář
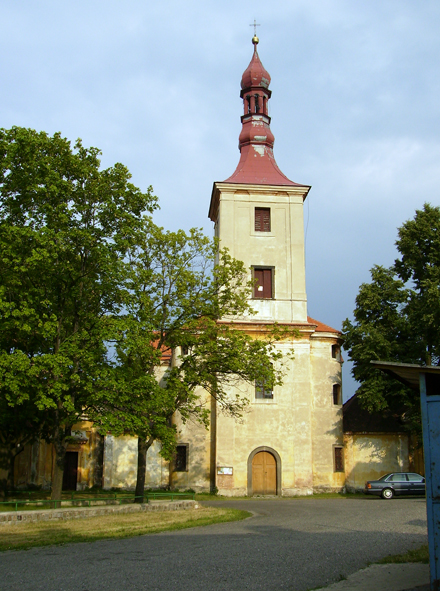
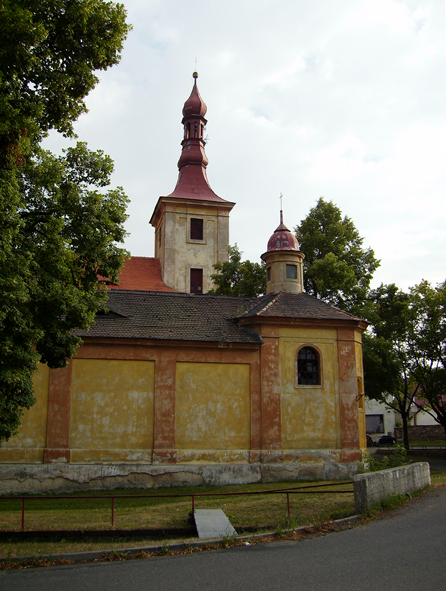
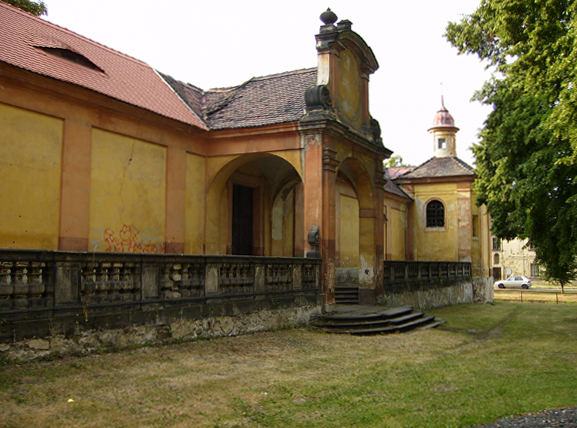
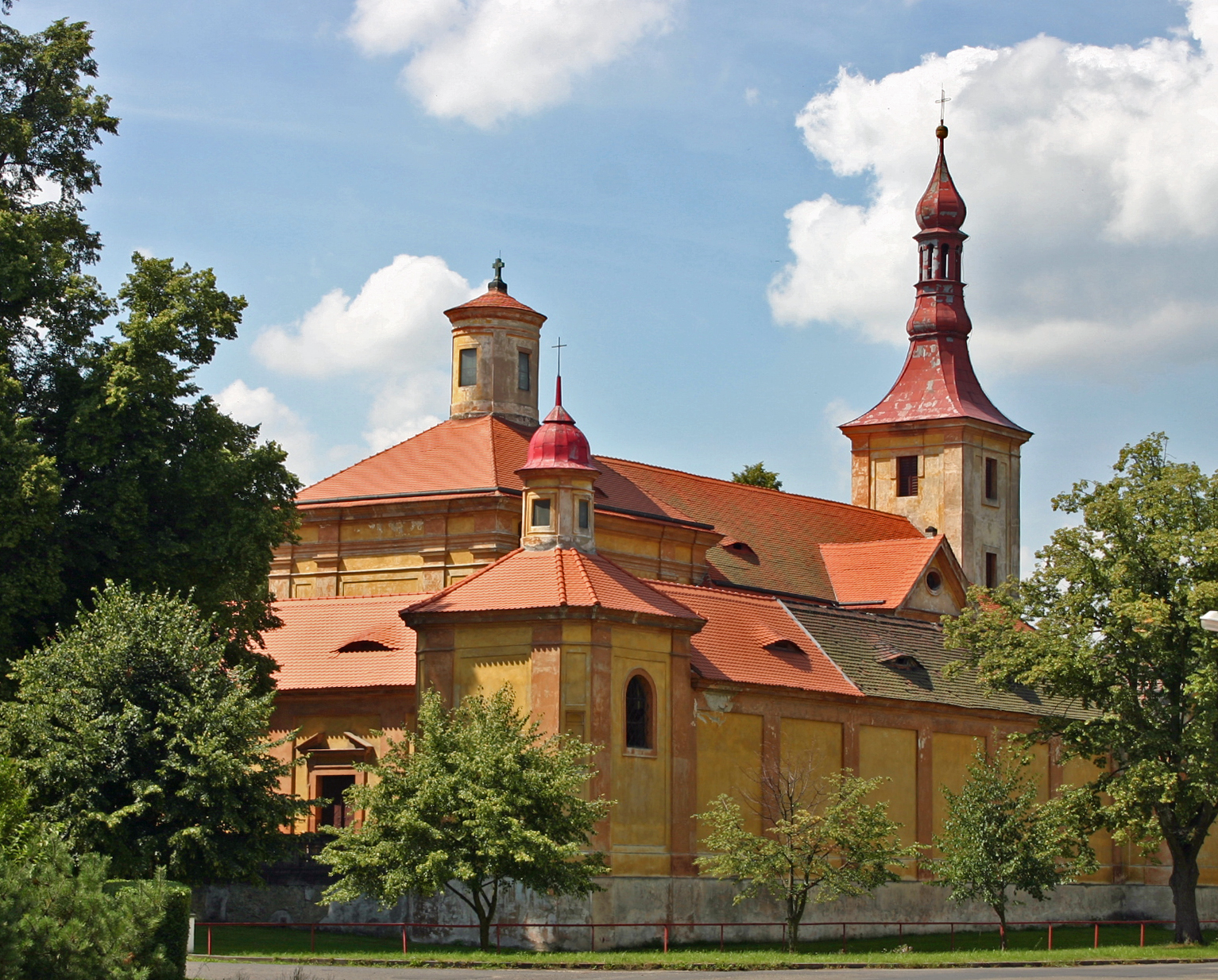
Kostel
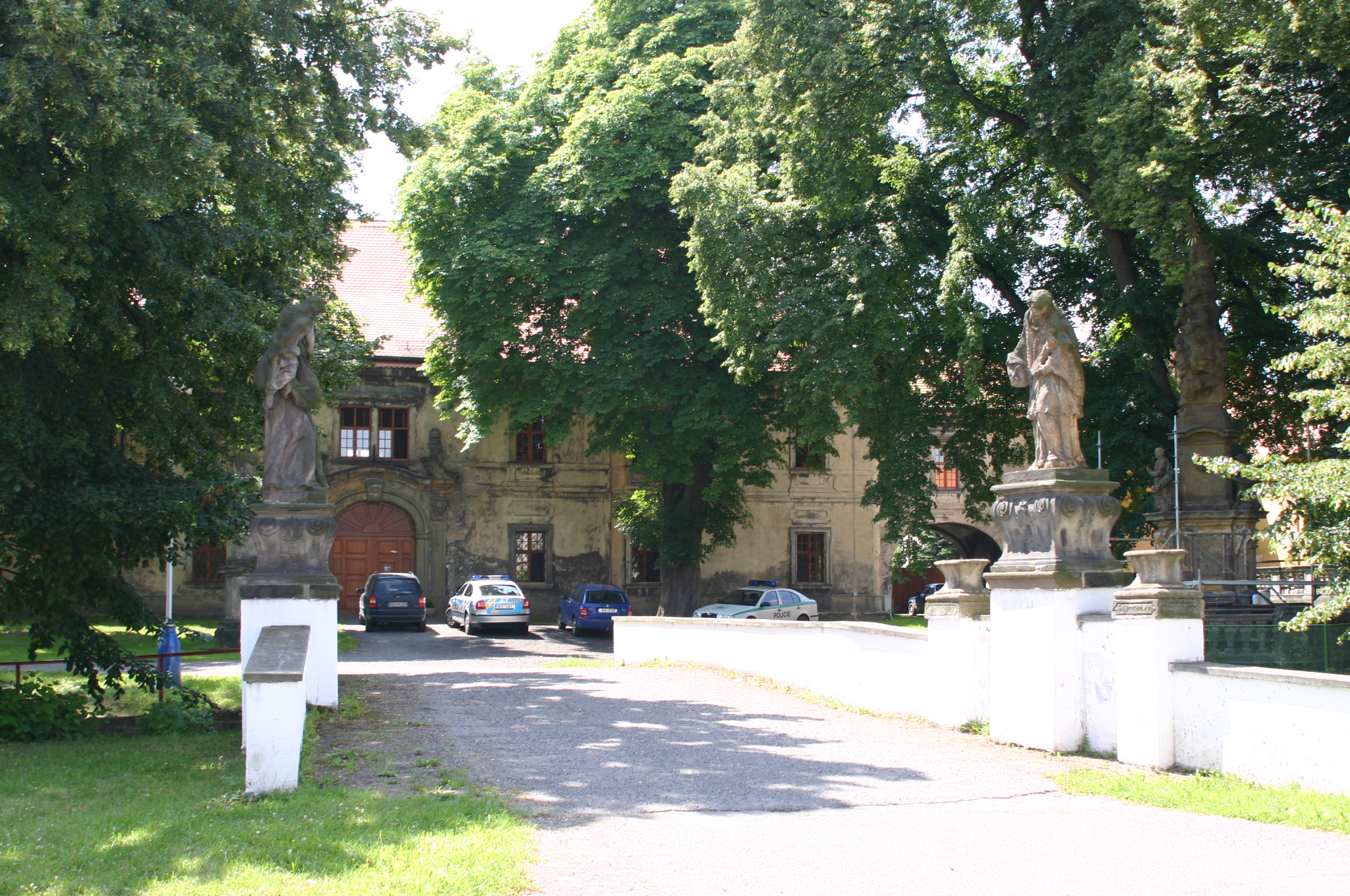
Most se sochami
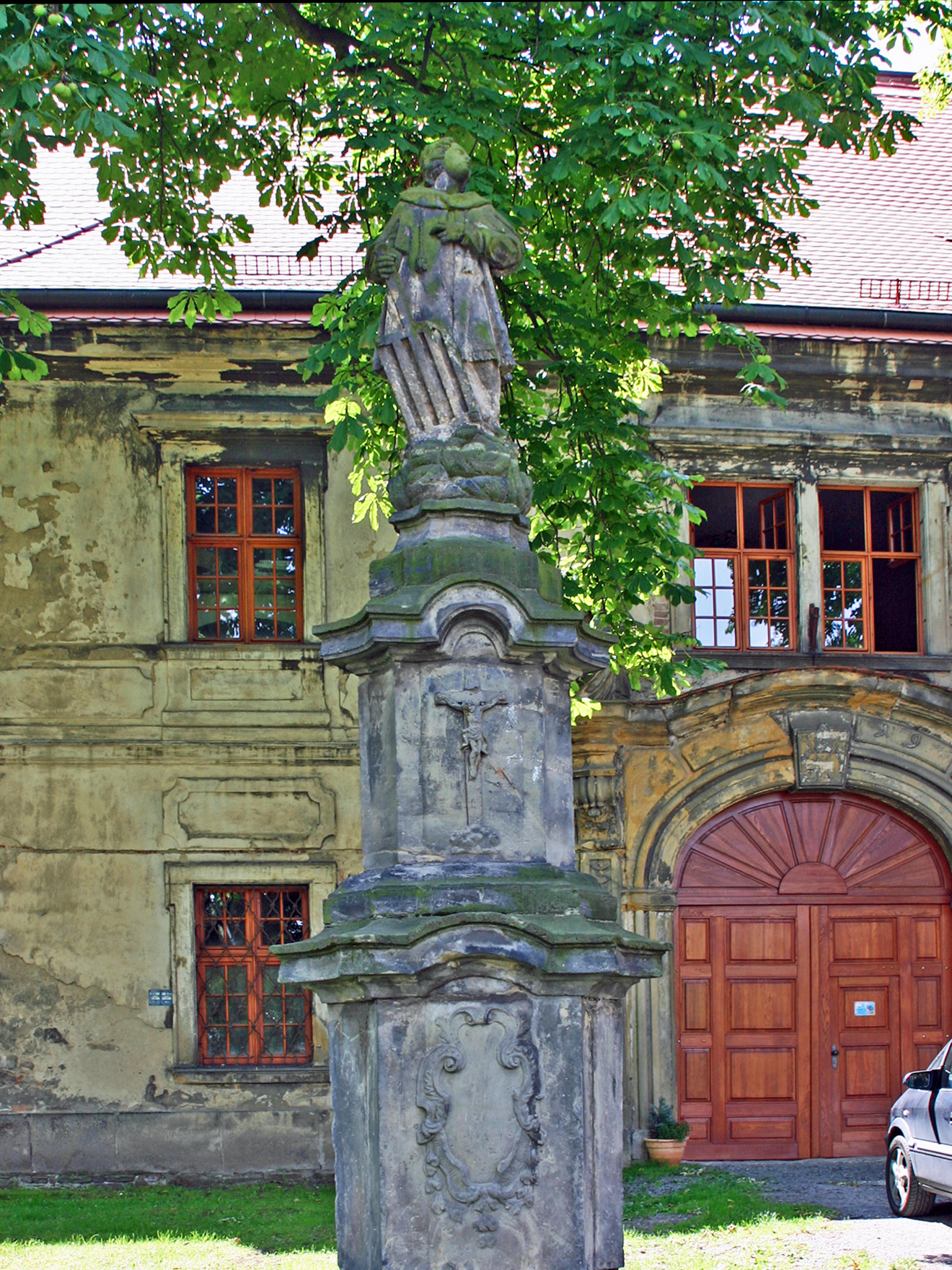
Socha před farou
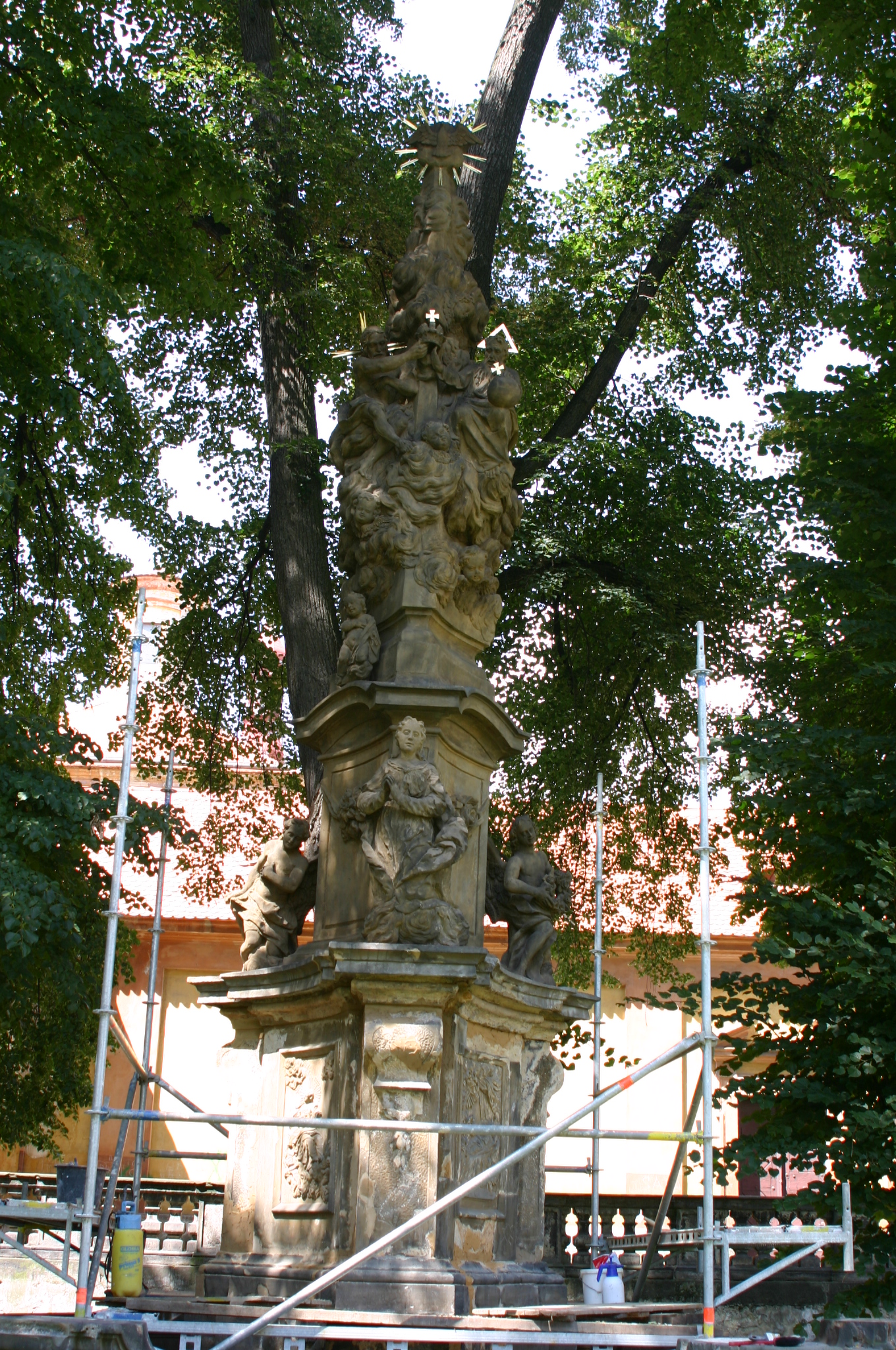
Sloup Nejsvětější Trojice